# Variables conjugades
|  | Aquest article tracta sobre les variables usades en mecànica quàntica. Si cerqueu les variables conjugades en el context de la termodinàmica, vegeu «variables conjugades (termodinàmica)». |

Les variables conjugades són parells de variables definides matemàticament de tal manera que esdevenen transformades de Fourier duals l'una de l'altra, o d'una manera més general, estan relacionades mitjançant la dualitat de Pontryagin. Les relacions de dualitat menen naturalment a una incertesa en física anomenada principi d'incertesa de Heisenberg. En termes matemàtics, les variables conjugades són part d'una base simplèctica, i el principi d'incertesa correspon a la forma simplèctica.